# Ruslan Tleubayev
Rouslan Bakhytjanovitch Tleoubaïev (en ruso: Руслан Бахытжанович Тлеубаев y en inglés : Ruslan Tleubayev , 3 de julio de 1987) es un ciclista kazajo que fue profesional desde 2012 hasta 2018, año en el que se retiró.

## Palmarés
2011
- 1 etapa del Gran Premio de Sochi
- 3.º en el Campeonato de Kazajistán en Ruta

2012
- 1 etapa de la Vuelta a la Independencia Nacional
- Coppa della Pace
- 1 etapa del Girobio
- 1 etapa del Tour de Alsacia

2014
- Campeonato Asiático en Ruta

2016
- 1 etapa del Tour de Hainan